# Франсиско Антонио Маурейе
Франсиско Антонио Маурейе де ла Руа (на испански: Francisco Antonio Mourelle de la Rúa) е испански военноморски офицер, изследовател на Тихия океан.

## Ранни години (1750 -1775)
Роден е на 17 юли 1750 година в Сан Адриан де Корме близо до град Ла Коруня, Испания. Служи в испанския флот и до командироването му през 1774 г. в пристанището Сан Блас на тихоокеанското крайбрежие на Мексико плава до Гвиана, Тринидад и Антилските о-ви.

## Експедиционна дейност (1775 – 1793)
През 1775 г. участва като щурман в експедицията ръководена от Хуан Франсиско де ла Бодега и Куадра и Бруно де Есета. След завръщането си щурманския дневник на Маурейе де ла Руа е откраднат и тайно предаден в Лондон, където го превеждат и издават. По време на третата си околосветска експедиция Джеймс Кук ползва информацията от този дневник при плаването си покрай северозападните брегове на Северна Америка.
През 1779 г. отново плава като щурман в нова испанска експедиция към северозападните брегове на Северна Америка.
През 1780 г. Маурейе получава заповед срочно да достави секретни материали от Филипините в Мексико. На кораба „Принцеса“ той потегля от Манила на изток, но поради силните ветрове не му се отдава възможност да достигне до Мексико по т.нар. „Път Урданета“ и той решава да достигне до Акапулко по южен път. Следвайки покрай северните брегове на Нова Гвинея, през месец януари 1781 г. в о-вите Сейнт Матиас (северно от Нова Гвинея), Маурейе открива вторично след Уилям Дампир островите Емирау и Мусау и самостоятелно остров Тенч (1°39′ ю. ш. 150°40′ и. д. / 1.65° ю. ш. 150.666667° и. д.). През февруари 1781 г. в архипелага Тонга вторично след Абел Тасман открива групата о-ви Вавау (18°40′ ю. ш. 174°00′ з. д. / 18.666667° ю. ш. 174° з. д.), в т.ч. островите Вавау (18°39′ ю. ш. 173°59′ з. д. / 18.65° ю. ш. 173.983333° з. д.), Току (18°10′ ю. ш. 174°11′ з. д. / 18.166667° ю. ш. 174.183333° з. д.) и Фонуалеи (18°02′ ю. ш. 174°19′ з. д. / 18.033333° ю. ш. 174.316667° з. д.). През април 1781 г. в архипелага Елис (Тувалу) Маурейе вторично открива остров Нануманга (6°17′ ю. ш. 176°19′ и. д. / 6.283333° ю. ш. 176.316667° и. д.) и атола Нанумеа (5°40′ ю. ш. 176°06′ и. д. / 5.666667° ю. ш. 176.1° и. д.).
През г. 1792 Маурейе де ла Руа трябва да участва в плаването на Алесандро Маласпина с кораба „Мексикан“, но в последния момент корабът е поверен на друг капитан и през 1793 г. се връща в Испания.

## Следващи години (1793 – 1820)
През 1799 г. му е присъдено звание капитан на фрегата, през 1806 – капитан на кораб, а през 1811 – комодор. През 1818 е назначен за командващ ескадрата, която трябва да потуши въстанието в Аржентина, но от помощта му не става нужда.
Умира на 24 май 1820 година в Кадис, Испания, на 69-годишна възраст.

## Памет
Неговото име носят:
- връх Маурейе (50°18′ с. ш. 125°08′ з. д. / 50.3° с. ш. 125.133333° з. д., 594 м), на остров Маурейе, в провинция Британска Колумбия, Канада;
- остров Маурейе (50°17′ с. ш. 125°09′ з. д. / 50.283333° с. ш. 125.15° з. д.) в провинция Британска Колумбия, Канада, между остров Ванкувър и континента.